# Einstellung des Insolvenzverfahrens
Die Einstellung des Insolvenzverfahrens bezeichnet im Insolvenzrecht Deutschlands die vorzeitige Verfahrensbeendigung durch einen Beschluss des Insolvenzgerichts.
Das Insolvenzverfahren kann eingestellt werden, 
- wenn die Masse allein nicht ausreicht, um die Verfahrenskosten zu decken, § 207 InsO; d. h. bei der in Insolvenz befindlichen Firma sind nicht genügend Mittel vorhanden, um die Gerichts- und/oder Verwalterkosten zu bestreiten; üblicherweise wird in diesem Falle auch von einer Einstellung wegen Massearmut gesprochen;
- wenn wegen Masseunzulänglichkeit die übrigen Masseschulden nicht vollständig zu decken sind; Masseschulden sind hierbei Kosten, die während des laufenden Verfahrens entstehen;
- wenn der Grund für die Eröffnung des Insolvenzverfahrens weggefallen ist, § 212 InsO;
- wenn ein Eröffnungsgrund irrtümlich angenommen wurde;
- wenn der Schuldner die Einstellung beantragt und alle Gläubiger zustimmen, § 213 InsO.

Wenn ein Gläubiger ein besonderes Interesse daran hat, dass ein Verfahren eröffnet, bzw. nicht wegen Massearmut oder -unzulänglichkeit eingestellt wird, so kann er einen Massekostenvorschuss leisten.